# Яблунівська сільська рада (Макарівський район)
| Яблунівська сільська рада — орган місцевого самоврядування у Макарівському районі Київської області з адміністративним центром у с. Яблунівка. Водоймища на території, підпорядкованій даній раді: річка Ірпінь. Сільській раді підпорядковані населені пункти: - с. Яблунівка - с. Леонівка |

## Склад ради
Рада складається з 14 депутатів та голови.

### Керівний склад ради
| ПІБ                     | Основні відомості                                                                  | Дата обрання | Дата звільнення |
| ----------------------- | ---------------------------------------------------------------------------------- | ------------ | --------------- |
| Макій Катерина Іванівна | Сільський голова, 1958 року народження, освіта, член Соціалістичної партії України | 26.03.2006   | 31.10.2010      |
| Макій Катерина Іванівна | Сільський голова, 1958 року народження, освіта вища, член Партії регіонів          | 31.10.2010   |                 |

Примітка: таблиця складена за даними джерела